# Mikhaïl Terebeniov
Mikhaïl Ivanovitch Terebeniov (en russe : Михаил Иванович Теребенёв), né le 6 septembre 1795 à Saint-Pétersbourg où il est mort le 25 décembre 1864, est un peintre russe,.

## Biographie
Mikhaïl Terebeniov est né à Saint-Pétersbourg en 1795. Son père Ivan Efimovitch Terebeniov (1759-1799) est un artiste diplômé de l'Académie des Arts en 1779, son frère Ivan (ru) (1780-1815) est sculpteur, peintre et graphiste. Un autre frère, Vladimir (1808-1876), est artiste et lithographe.
En 1803, il entre à l'Académie impériale des Arts comme enfants de membres. À partir de 1811, il étudie dans la classe du portraitiste Stepan Chtchoukine (en). Pour ses réalisations particulières, il reçoit la Petite Médaille d'argent en 1810 et 1811 et la Grande Médaille d'argent en 1812. Pendant la guerre de 1812, en raison de la menace contre Saint-Pétersbourg, 205 étudiants de l'académie sont évacués vers Petrozavodsk, dont Terebeniov. Après la fin de la guerre, le commandant du détachement de partisans, le lieutenant-général Ivan Dorokhov (ru), commande à Terebeniov un portrait du partisan Egor Stoulov (ru), qui est le seul paysan à recevoir la Croix de Saint-Georges réservée aux soldats. Il termine ses études d'artiste classique de première classe en 1815, avec la Grande Médaille d'or, une pension de l'Académie des Arts et le droit de voyager en Europe pour poursuivre sa formation. Cependant, en 1817, les diplômés sont encouragés à développer leurs compétences au service de l'académie. Sa toile Mariage d'un paysan russe est achetée par l'impératrice Maria Feodorovna et accrochée pendant longtemps au palais Constantin.
Il peint désormais des portraits de nombreuses personnalités culturelles et scientifiques russes,.
En 1830, il est élu académicien. De 1830 à 1840, il enseigne à l'école d'artillerie Mikhaïl de Saint-Pétersbourg. Il crée des tableaux pour la cathédrale Sioni de Tbilissi (1837), pour l'église de l'école d'artillerie Mikhaïl de Saint-Pétersbourg (1860-1861) et pour l'église de l'hôpital Pierre et Paul de Saint-Pétersbourg (1861). Ses peintures à l'huile et aquarelles comprennent également des peintures de genre et des images sur des thèmes historiques, tels que le retour de la guerre et l'évêque Mitrofan de Voronej (ru) donnant à Pierre Ier l'argent monastique pour construire une flotte pour assiéger Azov. Peu avant sa mort en septembre 1864, il achève son œuvre visant à libérer les paysans du servage.
Les œuvres de Terebeniov se trouvent au Musée russe et à l'Ermitage de Saint-Pétersbourg, au Musée panrusse Pouchkine de Pouchkine et à la galerie Tretiakov de Moscou, ainsi que dans les musées d'Ekaterinbourg, Kostroma, Perm et Iaroslavl, entre autres.

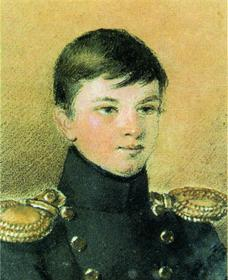
Portrait du Décembriste Dmitri Zavalichine
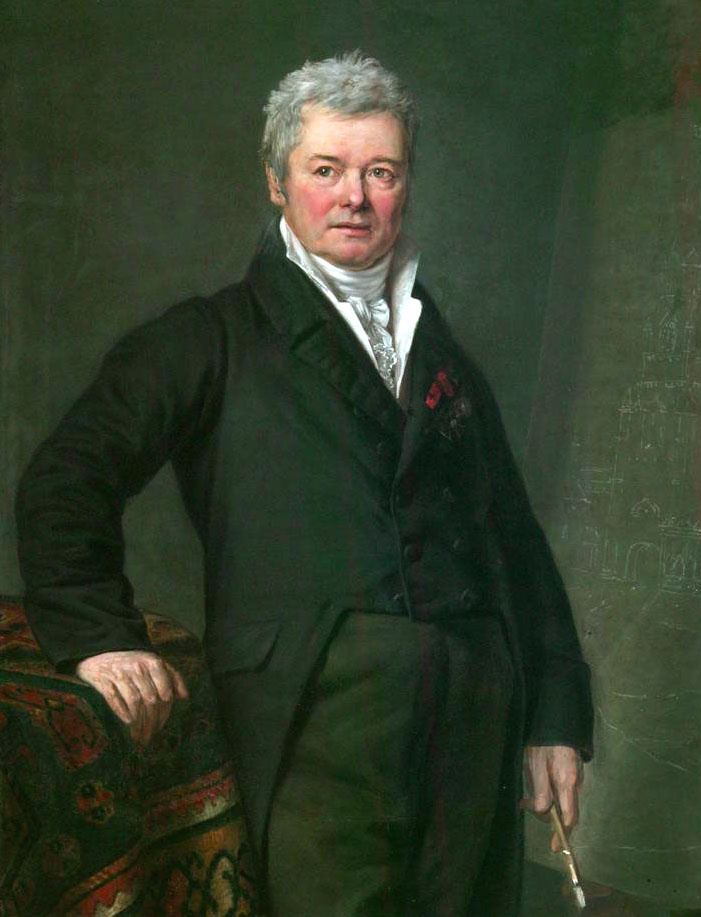
Portrait de Fiodor Alexeïev
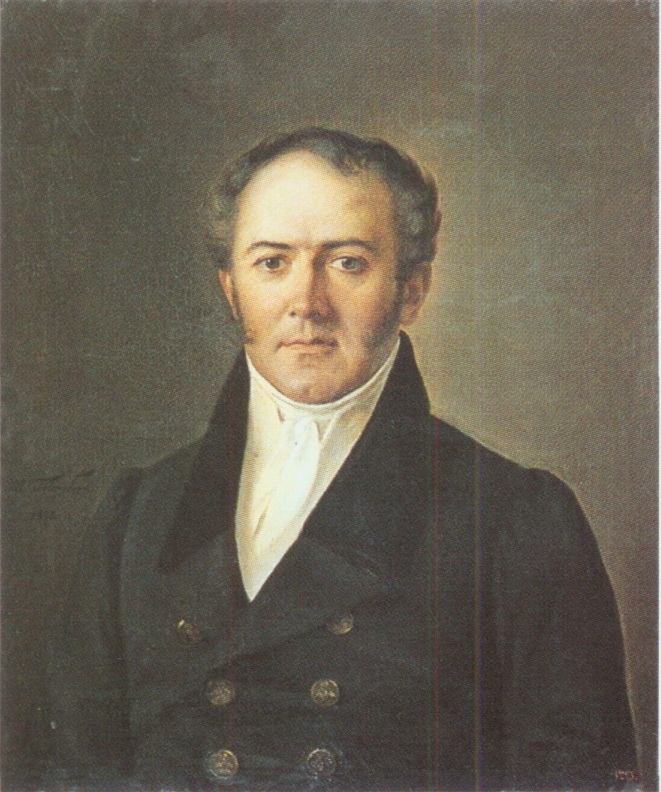
Portrait du professeur Iliya Bouyalsky (ru)
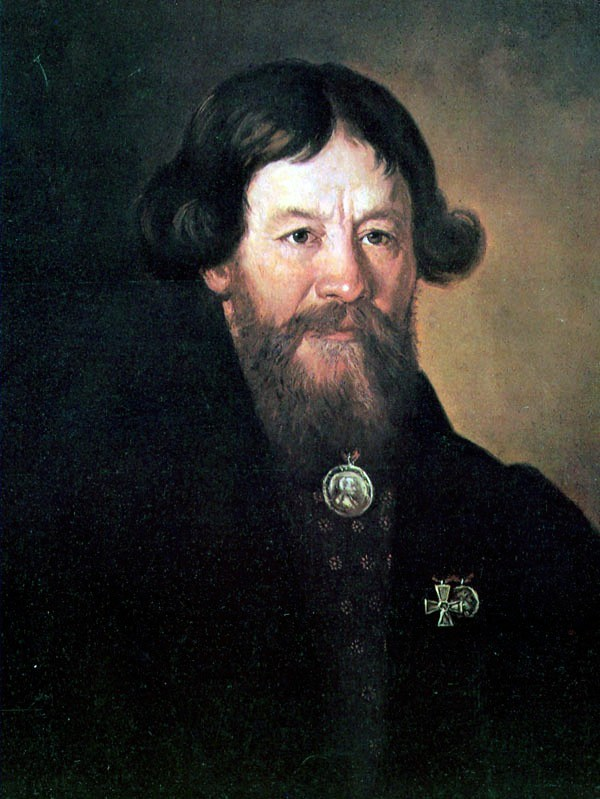
Portrait d'Egor Stoulov